# Metrosideros tremuloides
Metrosideros tremuloides là một loài thực vật có hoa trong Họ Đào kim nương. Loài này được (A.Heller) Rock mô tả khoa học đầu tiên năm 1913.

## Hình ảnh

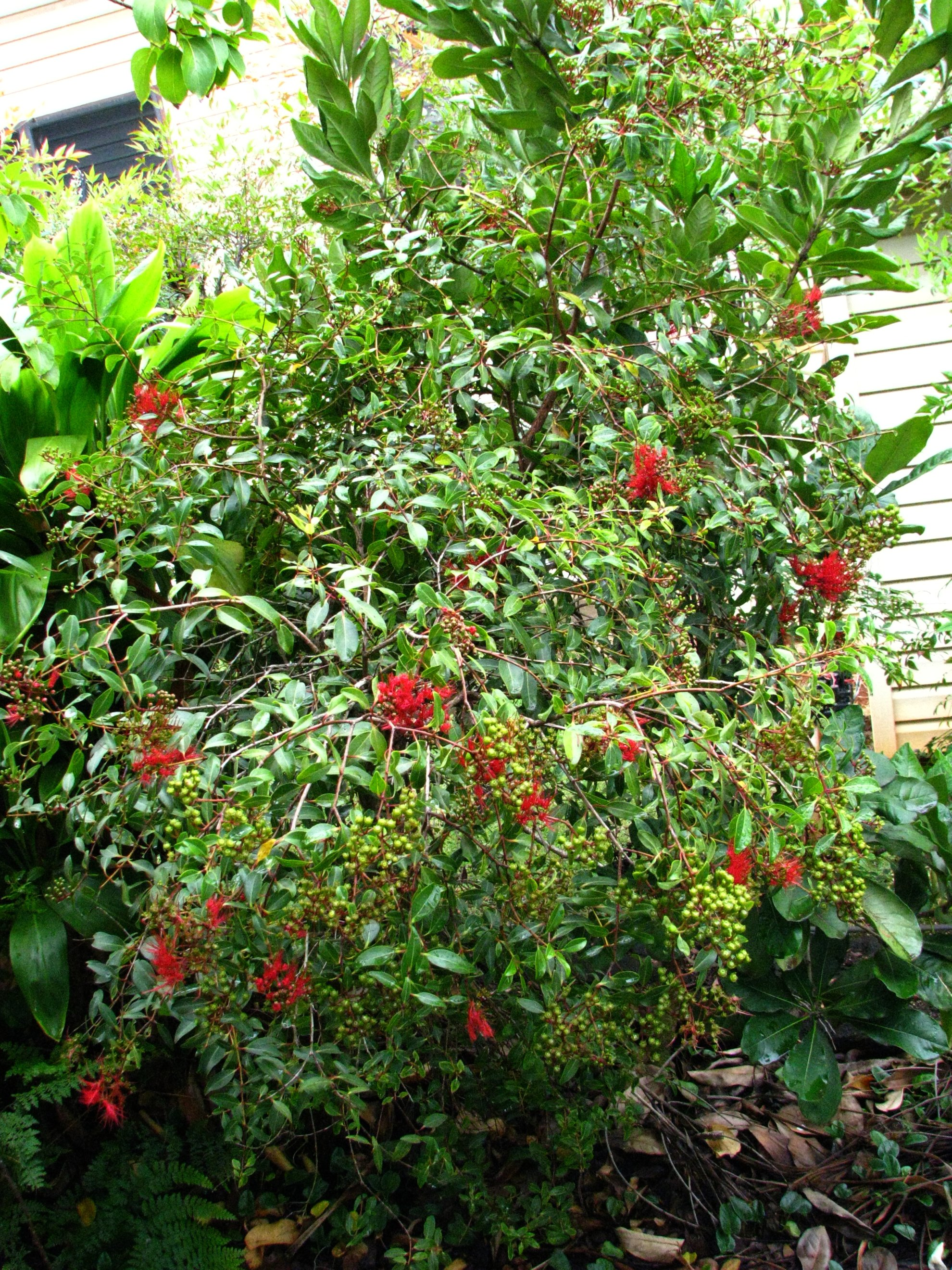
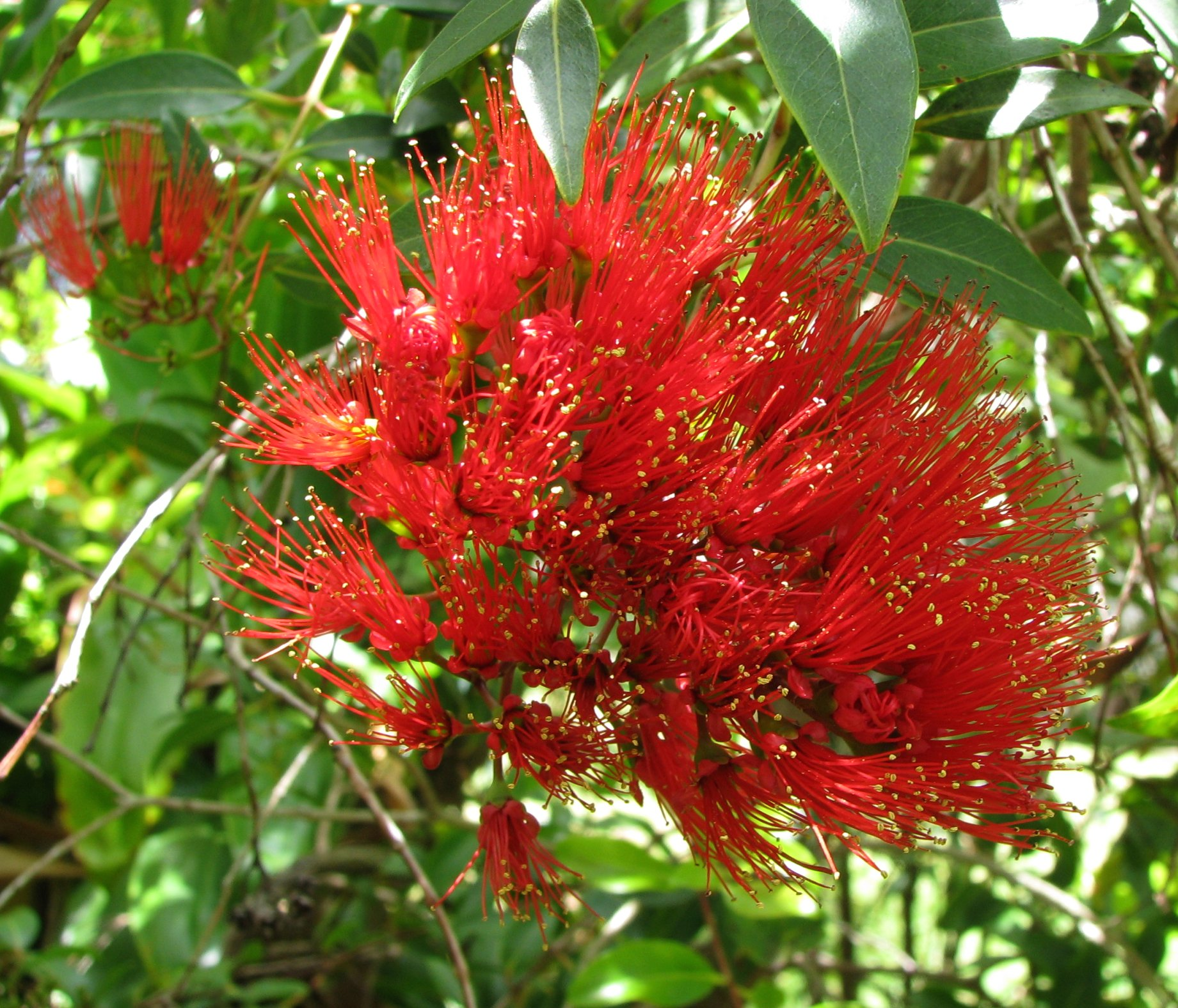
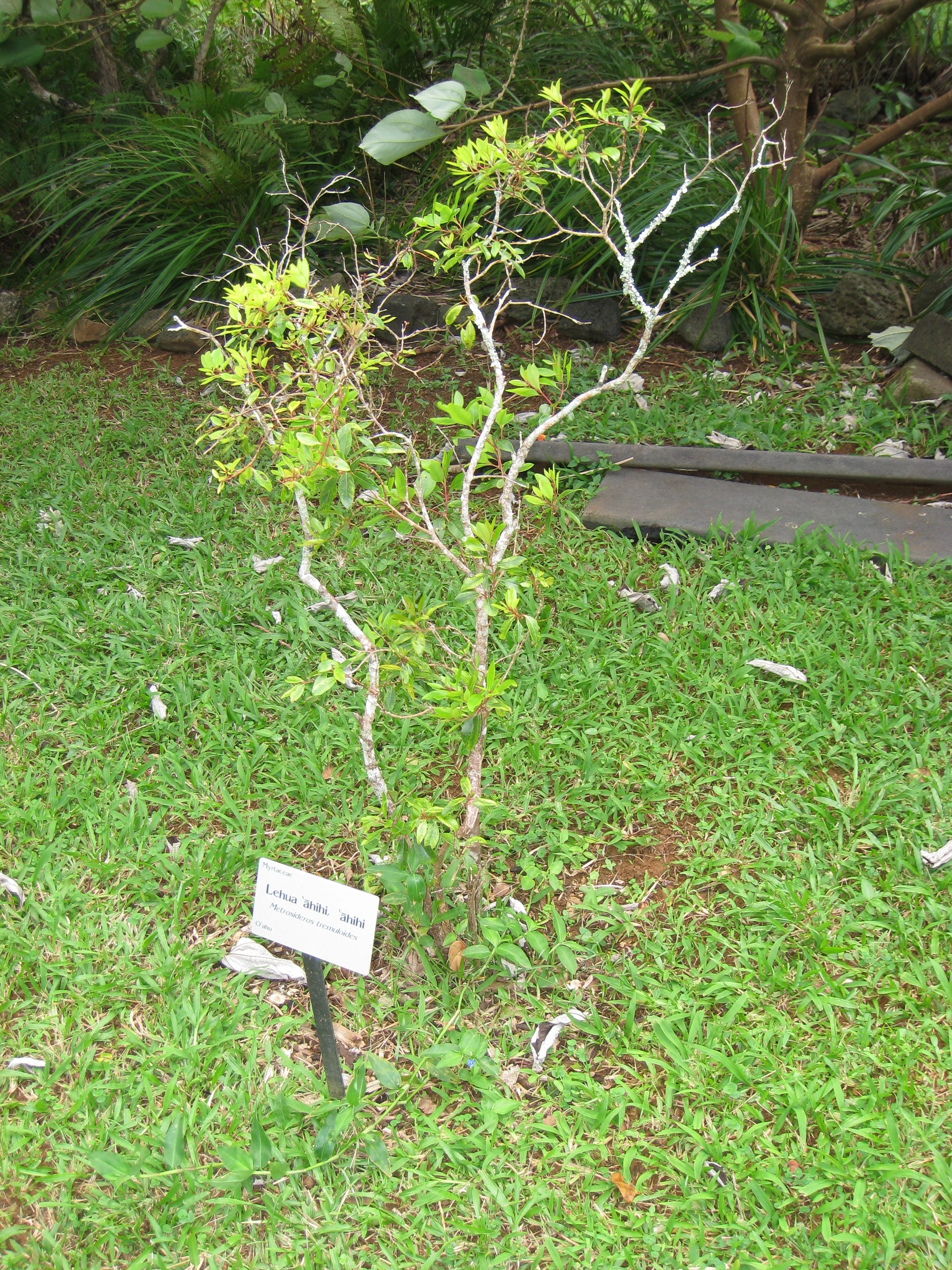